# Турист поневоле
«Турист поневоле» (англ. The Accidental Tourist) — американский фильм. Экранизация одноимённой романа Энн Тайлер.

## Сюжет
Герой фильма теряет взаимопонимание с женой после гибели своего сына, он ощущает себя одиноким и ненужным никому. Забота о любимой собаке сталкивает его с молодой женщиной Мюриэль (дрессировщицей собак), которая на время становится ему верным попутчиком, даруя стабильность и душевный покой.

## В ролях
- Уильям Хёрт — Мэкон Лири
- Кэтлин Тёрнер — Сара Лири
- Джина Дэвис — Мюриэль Притчетт
- Эми Райт — Роуз Лири
- Дэвид Огден Стайерс — Портер Лири
- Эд Бегли-младший — Чарльз Лири
- Билл Пуллман — Джулиан
- Джейк Кэздан — Скотт Кэнфилд
- Джон Кэздан
- Мег Кэздан

## Награды и номинации
Премия «Оскар» (1989) :
- Лучший фильм — Лоуренс Кэздан, Чарльз Окун и Майкл Грилло (Номинация)
- Лучший адаптированный сценарий — Фрэнк Галати и Лоуренс Кэздан (Номинация)
- Лучшая актриса второго плана — Джина Дэвис (Награда)
- Лучшая музыка — Джон Уильямс (Номинация)

Премия «Золотой глобус» (1989) :
- Лучший фильм (драма) — Майкл Грилло (Номинация)
- Лучшая музыка к фильму — Джон Уильямс (Номинация)

Премия BAFTA (1990) :
- Лучший адаптированный сценарий — Фрэнк Галати и Лоуренс Кэздан (Номинация)

Московский кинофестиваль (1989) :
- «Золотой Святой Георгий» — Лоуренс Кэздан (Номинация)

1. ↑  Box Office Mojo (англ.) — 1999.